# I Want a Hippopotamus for Christmas
I Want a Hippopotamus for Christmas ist ein von John Rox (1902–1957) geschriebenes Weihnachtslied, das von der damals zehnjährigen Gayla Peevey gesungen wurde. Die Single erreichte im Dezember 1953 Platz 24 der Billboard-Pop-Charts.

## Geschichte
Die in Oklahoma City geborene Peevey war bereits vor dem Erscheinen der Single ein Kinderstar.
Zu diesem Lied wurde im Oktober 1953 für die Ed Sullivan Show ein Video gedreht, das am 15. November 1953 erstmals ausgestrahlt wurde. Das Video ist auf ihrer Website abrufbar.

## Coverversionen
Es gibt zahlreiche Einspielungen und Arrangements des Songs. Im Folgenden eine kleine Auswahl:
- Die Pop-/Rockband Jonas Brothers sang das Lied 2007 im Radio Disney.
- Die amerikanische Country- und Pop-Sängerin LeAnn Rimes veröffentlichte eine Version des Songs als Download-Single[11] for her EP, One Christmas: Chapter 1.[12]
- In einem Weihnachtsspezial der amerikanischen Variante der Sesamstraße sang Anne Hathaway im Jahr 2007 das Lied in einem Duett mit Elmo aus der Sesamstraße.
- Die US-amerikanische Countrymusikerin Kacey Musgraves veröffentlichte 2016 auf ihrem Album A Very Kacey Christmas eine Coverversion.